# San Antonio (Yapacana)
Pour les articles homonymes, voir San Antonio.
San Antonio est une localité de la paroisse civile d'Yapacana dans la municipalité d'Atabapo dans l'État d'Amazonas au Venezuela sur l'Orénoque. Elle est desservie par un aérodrome.